# Кеч (Німеччина)
Кеч (нім. Ketsch) — громада в Німеччині, у землі Баден-Вюртемберг. Підпорядковується адміністративному округу Карлсруе. Входить до складу району Рейн-Неккар.
Площа — 16,52 км2. Населення становить 12 900 ос. (станом на 31 грудня 2020).